# نيكتاس أبالانتيس

بداية نسخة نيكتاس من عظة باسيل عن الميلاد

نيكتاس، من المحتمل أن يُلقب بأبالانتيس (باليونانية: Νικήτας [Αβαλάντης])‏، كان قائدًا عسكريًا بيزنطيًا قاد في عام 964 حملة كبرى ضد الدولة الفاطمية في صقلية، وهُزم، وقضى بضع سنوات في الأسر، حيث نسخ مخطوطة باريسينوس. 497 مخطوطة.
1. ↑  "The History of Leo the Deacon: Byzantine Military Expansion in the Tenth Century". ص. 115. اطلع عليه بتاريخ 2024-07-21.